# Mikael Danielson
Mikael Danielson, född 8 juli 1974, är en före detta allsvensk fotbollsspelare i Örebro SK och Trelleborgs FF. Totalt gjorde den vänsterfotade försvarsspelaren 73 allsvenska matcher för Örebro SK (samtliga från start). Danielson, med tröjnummer 13, återvände till sin moderklubb IFK Eskilstuna inför säsongen 2005. Han spelade och var assisterande tränare när laget gick upp till division 2. Efter att dåvarande tränaren Lars Zetterlund hoppat av sin syssla mitt i säsongen under 2006 tog Micke över huvudansvaret. Han skulle senare komma att lämna över stafettpinnen till Pascal Simpson. 
Danielson har även representerat Eskilstuna City FK och Jäders IF.